# Chadirvan

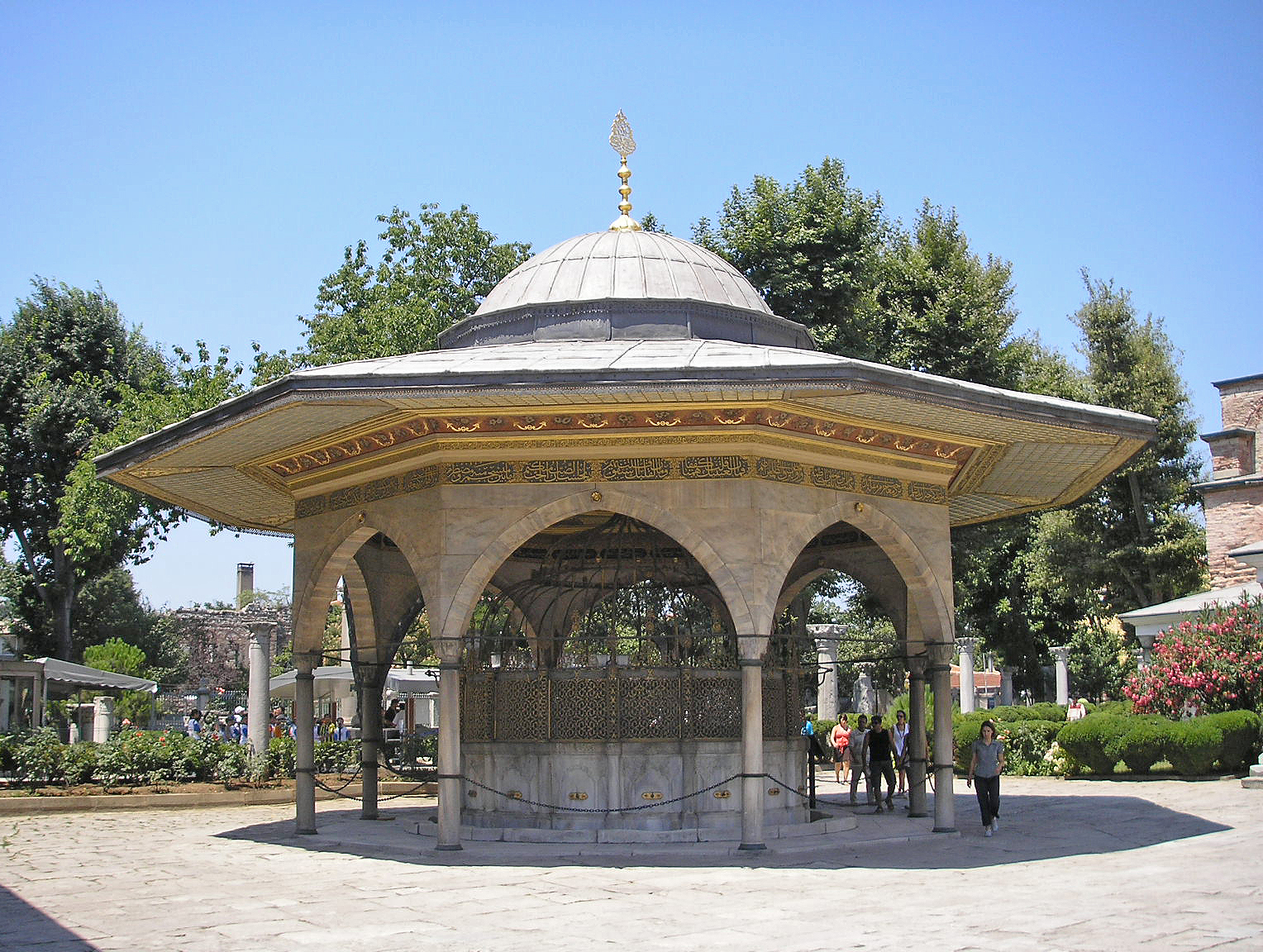
Una fuente (chadirvan) para las abluciones rituales frente a Hagia Sophia, Estambul

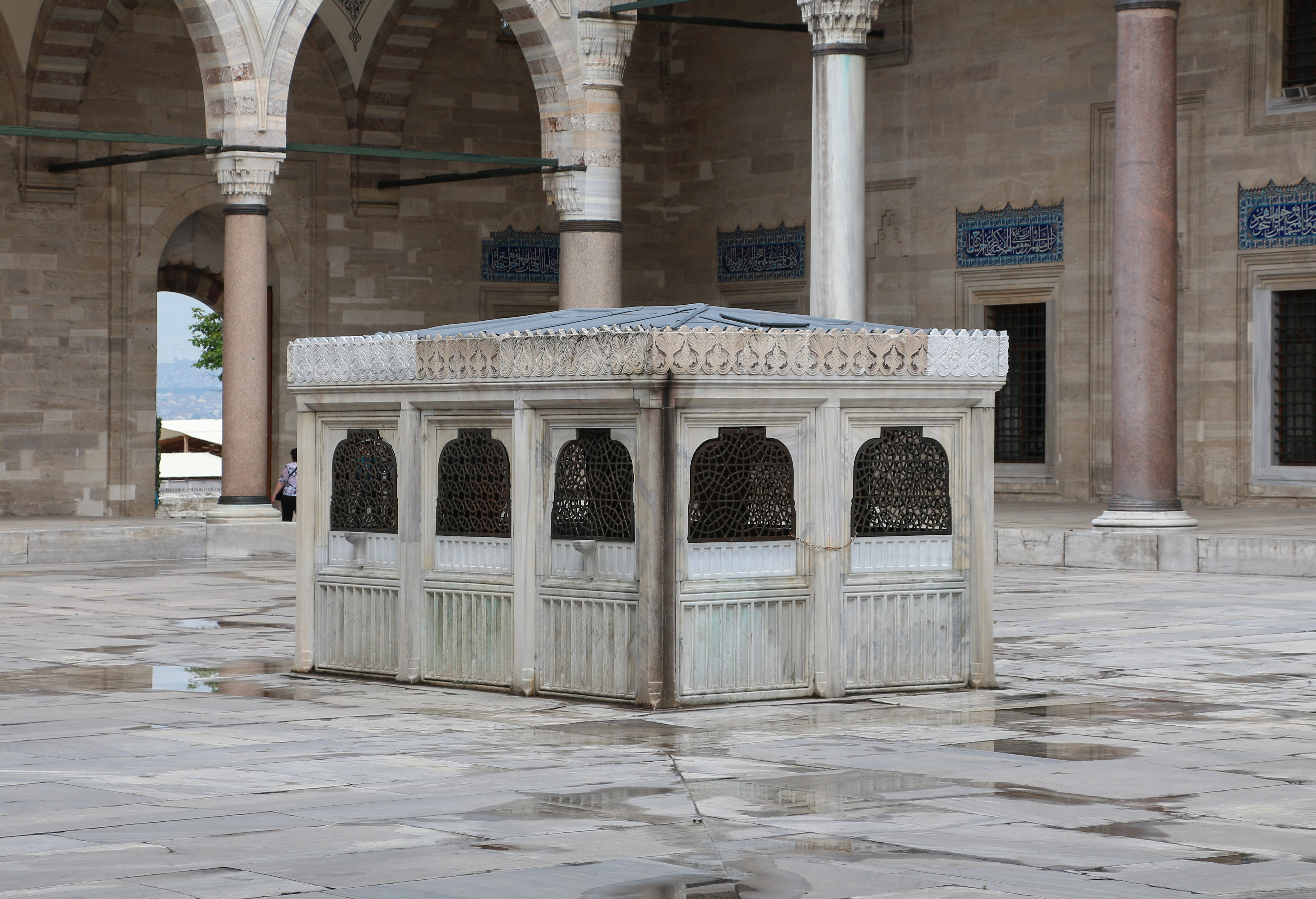
Chadırvan de la mezquita de Süleymaniye, Estambul

Un chadirvan (en persa: شادروان‎; en árabe: شاذروان‎; en turco: şadırvan; en inglés: shadirvan) es un tipo de fuente que se suele encontrar en el patio o cerca de la entrada de mezquitas, caravasares, janqas y madrasas, con el objetivo principal de proporcionar agua para beber o para las abluciones rituales a varias personas al mismo tiempo, pero también como elemento decorativo visual o sonoro.[cita requerida]
El término chadirvan es de origen persa y originalmente definía una cortina o cortinaje suspendido en las tiendas de los gobernantes o en los balcones de los palacios. Es un elemento típico de la arquitectura otomana. : 459 